# Friedrich Rinne

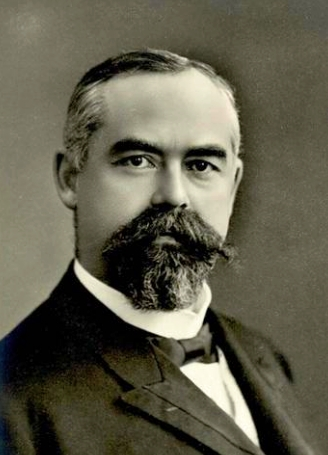
Friedrich Rinne

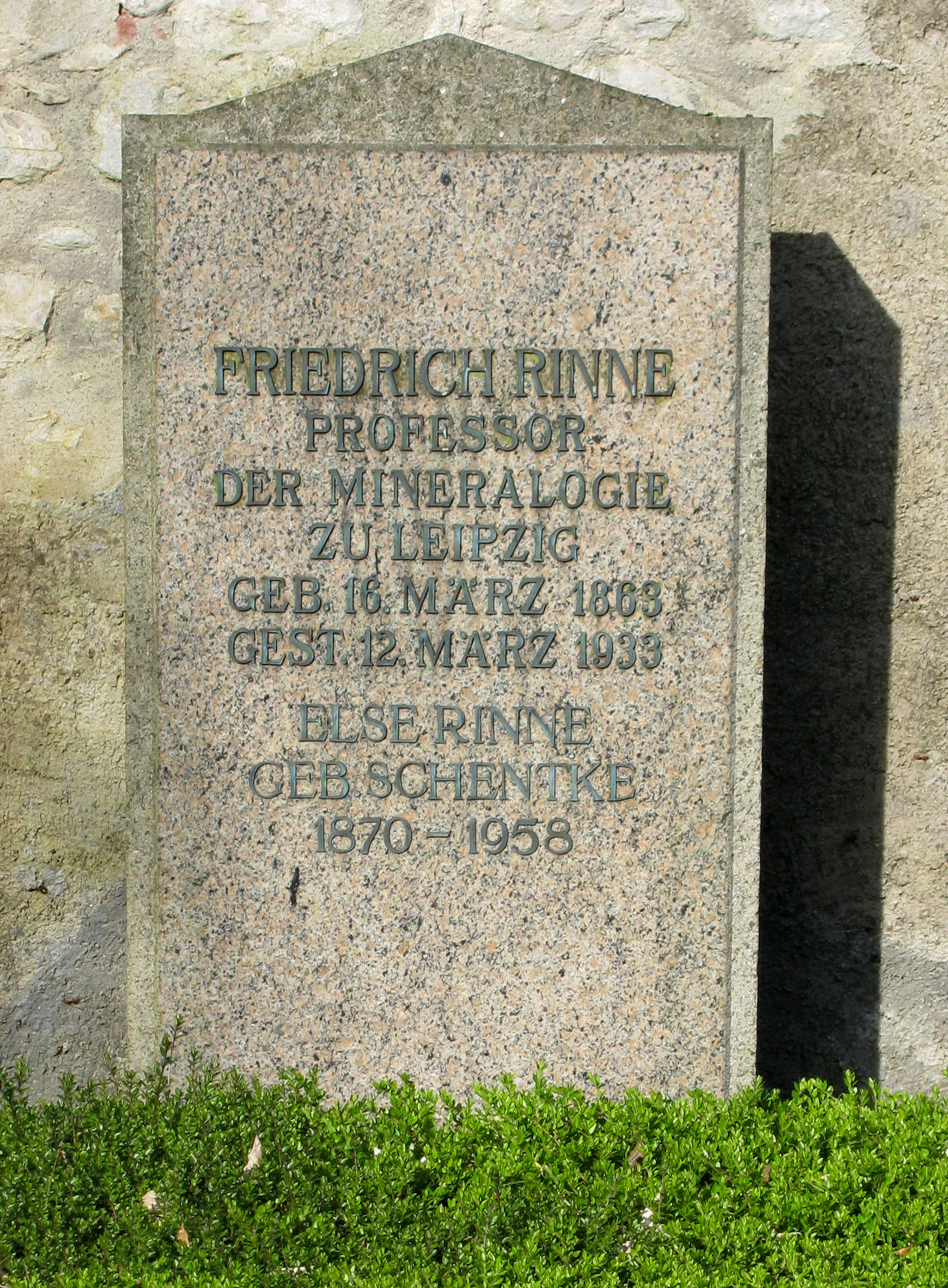
Grab von Friedrich Rinne in Freiburg-Günterstal

Friedrich Wilhelm Berthold Rinne (* 16. März 1863 in Osterode am Harz; † 12. März 1933 in Freiburg im Breisgau) war ein deutscher Mineraloge, Kristallograph und Petrograph. Er gilt als Begründer der Salzpetrographie.

## Leben und Wirken
Nach dem Besuch des Gymnasiums in Rinteln studierte Friedrich Rinne an der Georg-August-Universität Göttingen, wo er 1883 promoviert wurde. Von 1883 bis 1886 war er Assistent am Mineralogisch-Petrographischen Institut der Universität Göttingen. 1885 wurde er Privatdozent für Mineralogie und Petrographie. Von 1887 bis 1894 war er Assistent am Mineralogisch-Petrographischen Institut der Friedrich-Wilhelms-Universität Berlin. Danach arbeitete als Hochschullehrer: 1894 als Professor an der Technischen Hochschule Hannover, 1904 an der Universität Gießen, 1908 an der Universität Kiel, 1908 an der Universität Königsberg sowie 1909 an der Universität Leipzig. 1909 wurde das Mineral Rinneit (auch Rinneita) nach ihm benannt. 1928 wurde er Professor an der Albert-Ludwigs-Universität Freiburg. Im Ersten Weltkrieg war Rinne von 1917 bis 1918 Soldat.

## Mitgliedschaften und Ehrungen
- 1910: Mitglied der Sächsischen Akademie der Wissenschaften zu Leipzig
- 1911: Ernennung zum Geheimen Hofrat
- 1911: Mitglied der Gesellschaft der Wissenschaften zu Göttingen
- 1925: Mitglied der Leopoldina
- 1929: Mitglied der Heidelberger Akademie der Wissenschaften

## Schriften
- Das Mikroskop im chemischen Laboratorium. Elementare Anleitung zu einfachen kristallographisch-optischen Untersuchungen. Jänecke, Hannover 1900 (Digitalisat).
- Gesteinskunde. Jänecke, Hannover 1901.
- Das feinbauliche Wesen der Materie nach dem Vorbilde der Kristalle. Gebr. Borntraeger, Berlin 1922.
- Grenzfragen des Lebens. eine Umschau im Zwischengebiet der biologischen und anorganischen Naturwissenschaft. Quelle und Meyer, Leipzig 1931.
- Parakristalline Lebewesen. Steinkopff, Dresden 1931.